# Băng đĩa hình cho thuê

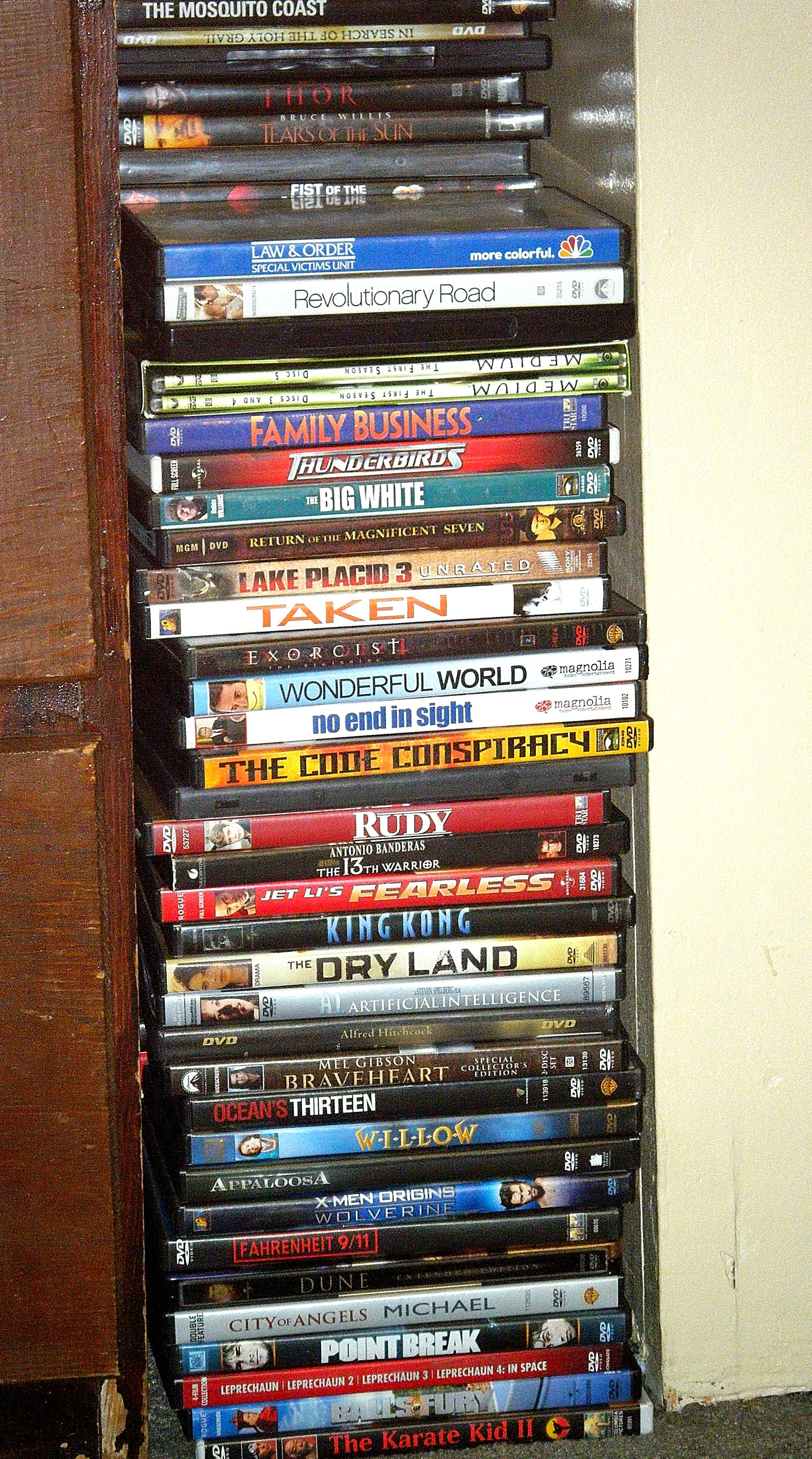
Một số người đi thuê băng đĩa hình còn sở hữu cả một bộ sưu tập phương tiện truyền thông đã thu sẵn, ví dụ như các bộ phim được ghi lại trên đĩa DVD. Đĩa DVD cũng chỉ là một trong số những cách thưởng thức băng đĩa hình thuê về.

Băng đĩa hình cho thuê hay băng đĩa hình đi thuê (tiếng Anh: Home video) là hệ thống các phương tiện phát video đã thu trước (bao gồm các bộ phim, video game hay chương trình truyền hình) có thể được bán, cho thuê hoặc truyền phát trực tuyến nhằm phục vụ hoạt động giải trí tại gia. Nó là một dạng truyền thông gia đình (hay truyền thông tại gia).